# Aqori
Aqori (in armeno Աքորի?, conosciuto anche come Akori) è un comune dell'Armenia di 2 978 abitanti (2008) della provincia di Lori.